# تشارلز فريدريك ميرفي
تشارلز فريدريك ميرفي (بالإنجليزية: Charles F. Murphy)‏ هو سياسي أمريكي، ولد في 13 أبريل 1875، وتوفي في 19 يونيو 1934. حزبياً، نشط في الحزب الجمهوري. وقد انتخب عضو جمعية ولاية نيويورك وانتخب عضو مجلس ولاية نيويورك.